# Đội trẻ Manchester United F.C. mùa bóng 2010–11
Đội dự bị Manchester United (Hay còn gọi là đội U21 Manchester United) là đội trẻ cao nhất của câu lạc bộ bóng đá Manchester United F.C. Đội bóng chơi ở khu phía Bắc thuộc giải Premier Reserve League dành cho lứa tuổi dưới U-21. Đây là mùa giải thứ 12 của Giải đấu này. Đội dự bị Manchester United cũng tham gia vào giải Manchester Senior Cup 2011-2012 và Lancashire Senior Cup 2011-2012.
Đội học viện Manchester United (Hay còn gọi đội U18 Manchester United) là đội trẻ thứ hai của câu lạc bộ bóng đá Manchester United F.C. Đội bóng chơi ở giải Premier Academy League 2010-2011 dành cho lứa tuổi dưới U-18. Đội học viện Manchester United cũng tham gia vào giải FA Youth Cup và Milk Cup.

## Đội dự bị Manchester United

### Lancashire Senior Cup 2010-2011
| Thời gian  | Vòng đấu      | Đối thủ            | H/N/A                       | Tỷ số Bt-Bb | Cầu thủ ghi bàn                                    | Số lượng khán giả |
| ---------- | ------------- | ------------------ | --------------------------- | ----------- | -------------------------------------------------- | ----------------- |
| 20/09/2010 | Vòng đầu tiên | Bury FC            | A                           | 5 - 1       | Brady 29, 34, Vermijl 59, Cofie 75, Tunnicliffe 81 |                   |
| 13/02/2011 | Vòng Tứ kết   | Oldham Athletic FC | Carrington Training Complex | 3 - 0       | King (13, 45), Bebe (61)                           |                   |
| 20/05/2011 | Vòng bán kết  | Blackburn Rovers   | Carrington                  | 0 - 1       |                                                    |                   |

### Manchester Senior Cup 2010-2011
Có 7 đội tham dự: Man Utd, Man City, Oldham, Stockport, Bolton, Bury và Rochdale. Mỗi đội gặp nhau một lần. Ba điểm cho một trận thắng, một điểm cho mỗi trận hòa trong 90 phút nhưng phải thi đấu loạt sút luân lưu. Hai đội đứng đầu bảng vào thi đấu trận chung kết cuối cùng vào ngày 16/05/2011.
bảng xếp hạng
| Vị trí | Câu lạc bộ            | Số trận | Thắng | Hòa | Thua | Bàn thắng | Bàn thua | Hiệu số | Điểm |
| ------ | --------------------- | ------- | ----- | --- | ---- | --------- | -------- | ------- | ---- |
| 1      | Manchester United (C) | 6       | 6     | 0   | 0    | 25        | 3        | +22     | 18   |
| 2      | BoltonL               | 6       | 5     | 0   | 1    | 17        | 6        | +11     | 15   |

Chi tiết các trận đấu
| Thời gian  | Vòng đấu  | Đối thủ          | H/N/A                      | Tỷ số Bt-Bb | Cầu thủ ghi bàn                                   | Số lượng khán giả |
| ---------- | --------- | ---------------- | -------------------------- | ----------- | ------------------------------------------------- | ----------------- |
| 24/08/2010 | Vòng 1    | Man City         | A Ewen Fields              | 3 - 1       | Macheda (38 & 72), Cleverley (75)                 |                   |
| 01/09/2010 | Vòng 2    | Oldham Athletic  | A Bower Fold               | 2 - 1       | Ajose (49), Macheda (76)                          |                   |
| 09/09/2010 | Vòng 3    | Stockport County | N Moss Lane                | 2 - 0       | W Keane (pen 29), Cofie (76)                      |                   |
| 23/09/2010 | Vòng 4    | Bolton Wanderers | N Moss Lane                | 4 - 0       | Ajose (63, 69 & 79), Cofie (90)                   |                   |
| 17/01/2011 | Vòng 5    | Bury FC          | H Trafford Training Centre | 8 - 0       | King (2), Obertan (3), Brady, Fabio, Vermijl      |                   |
| 03/02/2011 | Vòng 6    | Rochdale         | N Moss Lane                | 6 - 1       | King 45, 69 & 74, Fabio 52, Brady 55, Morrison 89 |                   |
| 16/05/2011 | Chung kết | Bolton Wanderers | H Old Trafford             | 3 - 1       | Ajose 40, R Brown 43, Petrucci pen. 86            |                   |

### Premier Reserve League 2010-2011
Mùa giải Premier Reserve League 2010-2011 (Hay còn gọi là Barclays Premier Reserve League 2010-2011 vì lý do tài trợ) là mùa giải thứ 12 của giải Premier Reserve League. Mùa giải bắt đầu vào ngày 25/08/2010 và kết thúc vào ngày 16/05/2011. Các đội bóng khu phái Nam chỉ còn 6 đội tham dự trong khi khu phía Bắc có 12 đội tham dự và chi thành hai bảng đấu. Đội dự bị Manchester United nằm ở bảng A cùng với các đội Bolton Wanderers, Manchester City, Newcastle United và Wigan Athletic. Theo quy định tại giải đấu, Đội dự bị Man Utd sẽ chơi trên sân nhà và sân khách một lần trong bảng đấu của họ. Tiếp theo phải thi đấu lần lượt một trận với các đội ở Bảng B (thuộc khu phía Bắc) và khu phía Nam. Có nghĩa là đội dự bị Man Utd sẽ thi đấu 19 trận.
| Vị trí | Câu lạc bộ                      | Số trận | Thắng | Hòa | Thua | Bàn thắng | Bàn thua | Hiệu số | Điểm |
| ------ | ------------------------------- | ------- | ----- | --- | ---- | --------- | -------- | ------- | ---- |
| 1      | Đội dự bị Manchester United (C) | 19      | 9     | 8   | 2    | 38        | 24       | +14     | 35   |
| 2      | Đội dự bị Manchester City       | 19      | 10    | 3   | 6    | 32        | 22       | +10     | 33   |
| 3      | Đội dự bị Wigan Athletic        | 19      | 9     | 4   | 6    | 21        | 22       | -1      | 31   |

Chi tiết các trận đấu
| Thời gian  | Vòng đấu | Đối thủ          | H/N/A                            | Tỷ số Bt-Bb | Cầu thủ ghi bàn                                       | Số lượng khán giả |
| ---------- | -------- | ---------------- | -------------------------------- | ----------- | ----------------------------------------------------- | ----------------- |
| 16/09/2010 | Vòng 1   | Aston Villa      | Moss Lane                        | 1 - 4       | Ajose (78)                                            |                   |
| 27/09/2010 | Vòng 2   | Blackburn Rovers | Leigh Sports Village             | 2 - 2       | Brady (34 pen), Eikrem (90)                           |                   |
| 02/11/2010 | Vòng 3   | Bolton Wanderers | N Moss Lane                      | 3 - 1       |                                                       |                   |
| 11/11/2010 | Vòng 4   | West Brom        | The Hawthorns                    | 2 - 2       | Vermijl (13), Fornasier (50)                          |                   |
| 18/11/2010 | Vòng 5   | Wigan Athletic   | Moss Lane                        | 3 - 1       | Bebe (4, 57), W Keane (45)                            |                   |
| 23/11/2010 | Vòng 6   | Man City         | Ewen Fields                      | 1 - 1       | W Keane                                               |                   |
| 16/12/2010 | Vòng 7   | Newcastle United | Moss Lane                        | 5 - 1       | Morrison (16, 68), W Keane (44, 90), Tunnicliffe (72) |                   |
| 13/01/2011 | Vòng 8   | Bolton           | Moss Lane                        | 1 - 0       | King (42)                                             |                   |
| 26/01/2011 | Vòng 9   | Wigan Athletic   | Robin Park Arena                 | 0 - 0       |                                                       |                   |
| 03/03/2011 | Vòng 10  | Wolves           | New Bucks Head                   | 3 - 3       | Brady (36), Obertan (81), Bebe (83)                   |                   |
| 09/03/2011 | Vòng 11  | Blackpool        | Bloomfield Road                  | 1 - 2       | Basham OG (42)                                        |                   |
| 17/03/2011 | Vòng 12  | Sunderland       | Moss Lane                        | 2 - 2       | Bebe (16), King (79)                                  |                   |
| 21/03/2011 | Vòng 13  | Newcastle United | Newcastle United Training Centre | 2 - 1       | Obertan 68, 85                                        |                   |
| 01/04/2011 | Vòng 14  | West Ham         | Bishop's Stortford               | 1 - 0       | M.Keane 80                                            |                   |
| 07/04/2011 | Vòng 15  | Manchester City  | Moss Lane, Altrincham            | 3 - 1       | Obertan 29, Anderson 71, 79                           |                   |
| 14/04/2011 | Vòng 16  | Everton          | Moss Lane, Altrincham            | 2 - 0       | Oliver Norwood                                        |                   |
| 18/04/2011 | Vòng 17  | Chelsea          | Moss Lane, Altrincham            | 4 - 1       | King 28 30, Obertan 60, Bebe 81                       |                   |
| 28/04/2011 | Vòng 18  | Arsenal          | H Old Trafford                   | 0 - 0       |                                                       |                   |
| 05/05/2011 | Vòng 19  | Liverpool        |                                  | 2 - 2       | Ajose 18, Obertan 87                                  |                   |
| 11/05/2011 | Bán kết  | Blackburn Rovers | Old Trafford, Manchester         | 1 - 2       | Petrucci 65 (pen)                                     |                   |

## Đội học viện Manchester United

### FA Youth Cup 2010-2011
Mùa giải FA Youth Cup 2010-2011 (Tài trợ bởi E.ON) là mùa giải thứ 59 tại FA Youth Cup. Đội học viện Man Utd bắt đầu tham dự giải tại vòng ba FA Youth Cup. Đội học viện Man Utd lên ngôi vô địch mùa giải này với chiến thắng tổng công 6-3 trước Sheffield United sau hai lượt trận.
| Thời gian  | Vòng đấu          | Đối thủ          | H/N/A           | Tỷ số Bt-Bb | Cầu thủ ghi bàn                    | Số lượng khán giả |
| ---------- | ----------------- | ---------------- | --------------- | ----------- | ---------------------------------- | ----------------- |
| 10/01/2011 | Vòng 3            | Portsmouth       | Moss Lane       | 3 - 2       | Pogba 29, Fry o.g. 59, W Keane 61  |                   |
| 19/01/2011 | Vòng 4            | West Ham         | Upton Park      | 1 - 0       | Keane 35                           |                   |
| 16/02/2011 | Vòng 5            | Newcastle United | Moss Lane       | 1 - 0       | Morrison 64                        |                   |
| 13/03/2011 | Tứ kết            | Liverpool        | Moss Lane       | 2 - 3       | Cole (pen) 59, Morrison 62, 86     |                   |
| 10/04/2011 | Bán kết lượt đi   | Chelsea FC       | Stamford Bridge | 2 - 3       | Lingard (56), Pogba (77)           | 5518              |
| 20/04/2011 | Bán kết lượt về   | Chelsea FC       | Old Trafford    | 4 - 0       | Morrison 38, W Keane 42,76,87pen   | 9124              |
| 17/05/2011 | Chung kết lượt đi | Sheffield United | Bramall Lane    | 2 - 2       | Lingard 14, W.Keane 70             | 29977             |
| 23/05/2011 | Chung kết lượt về | Sheffield United | Old Trafford    | 4 - 1       | Morrison 37 70, W.Keane 45(pen) 82 | 23000             |

### Premier Academy League 2010-2011
Mùa giải Premier Academy League 2010-2011 la mùa giải thứ 14 của Premier Academy League từ khi thành lập. Tại giải đấu này có 40 đội tham dự, chia thành 4 bảng A-B-C-D, mỗi bảng có 10 đội dành cho lứa tuổi dưới 18. Đội học viện Manchester United (Hay còn gọi đội U18 Man Utd) tham dự giải đấu này ở bảng C.
| Thời gian  | Vòng đấu | Đối thủ          | H/N/A                         | Tỷ số Bt-Bb | Cầu thủ ghi bàn                                                        | Số lượng khán giả |
| ---------- | -------- | ---------------- | ----------------------------- | ----------- | ---------------------------------------------------------------------- | ----------------- |
| 21/08/2010 | Vòng 1   | Chelsea          | A                             | 3 - 2       | McGinty 37, M.Keane 78, Cofie 90                                       |                   |
| 28/08/2010 | Vòng 2   | Cardiff City     | Carrington                    | 5 - 0       | McGinty 19, Fornasier 24, Lawrence 56 (pen), Cofie 60, Barmby 87 (pen) |                   |
| 04/09/2010 | Vòng 3   | Huddersfield     | A                             | 3 - 0       | Cofie 14, Cole 83, Thorpe 90                                           |                   |
| 11/09/2010 | Vòng 4   | Middlesbrough    | Carrington                    | 1 - 1       | Cofie 25                                                               |                   |
| 18/09/2010 | Vòng 5   | Sheffield United | A                             | 1 - 1       | Cole 47                                                                |                   |
| 25/09/2010 | Vòng 6   | Manchester City  | A                             | 2 - 2       | Pogba 23, Cofie 50                                                     |                   |
| 02/10/2010 | Vòng 7   | Blackburn        | Carrington                    | 3 - 2       | Morrison 28, Pogba 76, Keane pen 90+4                                  |                   |
| 09/10/2010 | Vòng 8   | Stoke City       | A                             | 4 - 0       | W.Keane 14 (pen), 40, Cofie 36, Pogba 59                               |                   |
| 16/10/2010 | Vòng 9   | Everton          | A                             | 3 - 4       | W.Keane 6, 48 (pen), Fornasier 83                                      |                   |
| 06/11/2010 | Vòng 10  | Wolves           | A                             | 0 - 4       |                                                                        |                   |
| 13/11/2010 | Vòng 11  | Bolton           | Carrington                    | 1 - 2       | Cofie 74                                                               |                   |
| 20/11/2010 | Vòng 12  | West Brom        | A                             | 3 - 1       | Lingard 4 (pen), Cofie 45, 54 (pen)                                    |                   |
| 17/12/2010 | Vòng 13  | Crewe Alexandra  | Carrington                    | 2 - 3       | Cofie 9, McGinty 30                                                    |                   |
| 15/01/2011 | Vòng 14  | Wolves           | Carrington                    | 4 - 3       | Cole (7), Hendrie (23 & 37), McGinty (90)                              |                   |
| 28/01/2011 | Vòng 15  | Bolton           | Eddie Davies Football Academy | 0 - 1       |                                                                        |                   |
| 05/02/2011 | Vòng 16  | West Brom        | WBA Training Centre           | 2 - 3       | Lingard 65, Pogba 90                                                   |                   |
| 12/02/2011 | Vòng 17  | Crewe Alexandra  | A                             | 1 - 5       | Tunnicliffe 72                                                         |                   |
| 19/02/2011 | Vòng 18  | Manchester City  | Carrington                    | 6 - 1       | McGinty 16, Lingard 36, Cole 44, 53, 88, Lawrence 77                   |                   |
| 26/02/2011 | Vòng 19  | Blackburn Rovers | A                             | 3 - 0       | Lingard 24, Morrison 72, 90                                            |                   |
| 05/03/2011 | Vòng 20  | Stoke City       | Carrington                    | 2 - 2       | Lingard 59, Pogba 78 (pen)                                             |                   |
| 19/03/2011 | Vòng 21  | Derby County     | A                             | 2 - 2       | Lawrence 40, Pogba 75                                                  |                   |
| 26/03/2011 | Vòng 22  | Newcastle United | Carrington                    | 2 - 1       | Cole 36, Giverin 83                                                    |                   |
| 31/03/2011 | Vòng 23  | Sunderland       | Carrington                    | 2 - 0       | Lawrence 62 (pen), W Keane 90                                          |                   |
| 04/04/2011 | Vòng 24  | Liverpool        | Carrington                    | 1 - 2       | Lawrence (32)                                                          |                   |
| 16/04/2011 | Vòng 25  | Liverpool        | Kirkby                        | 0 - 6       |                                                                        |                   |
| 23/04/2011 | Vòng 26  | Everton          | Carrington                    | 1 - 2       | James Wilson                                                           |                   |
| 30/04/2011 | Vòng 27  | Barnsley         | Barnsley Academy              | 1 - 0       | W.Keane 49                                                             |                   |
| 07/05/2011 | Vòng 28  | Leeds United     | Carrington                    | 5 - 0       | Thorpe 7, Tunnicliffe 14, W.Keane 54 69, Van Velzen 61                 |                   |

| Vị trí | Câu lạc bộ               | Số trận | Thắng | Hòa | Thua | Hiệu số | Điểm |
| ------ | ------------------------ | ------- | ----- | --- | ---- | ------- | ---- |
| 4      | U18 Bolton Wanderers     | 28      | 14    | 4   | 10   | +6      | 46   |
| 5      | U18 Manchester United    | 28      | 13    | 5   | 10   | +13     | 44   |
| 6      | U18 West Bromwich Albion | 28      | 11    | 8   | 9    | +5      | 41   |

### Giao hữu tại Slovenkia
| Thời gian  | Vòng đấu | Đối thủ   | H/N/A | Tỷ số Bt-Bb | Cầu thủ ghi bàn       | Số lượng khán giả |
| ---------- | -------- | --------- | ----- | ----------- | --------------------- | ----------------- |
| 26/10/2010 | Giao hữu | FK Dukla  | A     | 1 - 5       | W.Keane 81            |                   |
| 29/10/2010 | Giao hữu | FC Tatran | A     | 2 - 2       | Wilson 64, Giverin 77 |                   |

### Milk Cup 2010
Đội U17 United đã thất bại tại giải Milk Cup 2010 khi để thua học viện bóng đá Qatar Aspire với tỷ số 1-2 tại vòng 2. Và U17 United pahir xuống chơi cấp thấp hơn Slemish Trophy. Cuối cùng, U17 United cũng lên ngôi ở Slemish Trophy này.
| Thời gian  | Vòng đấu | Đối thủ        | H/N/A | Tỷ số Bt-Bb | Cầu thủ ghi bàn    | Số lượng khán giả |
| ---------- | -------- | -------------- | ----- | ----------- | ------------------ | ----------------- |
| 26/07/2010 | Vòng 1   | County Tyrone  | N     | 4 - 0       | Cofie (3), W.Keane |                   |
| 27/07/2010 | Vòng 2   | Aspire Academy | N     | 1 - 2       | Blackett           |                   |

Slemish Trophy (Milk Cup)
| Thời gian  | Vòng đấu  | Đối thủ           | H/N/A | Tỷ số Bt-Bb | Cầu thủ ghi bàn             | Số lượng khán giả |
| ---------- | --------- | ----------------- | ----- | ----------- | --------------------------- | ----------------- |
| 28/07/2010 | Tứ kết    | County Down       | N     | 3 - 1       | Hendrie, Cofie, Lawrence    |                   |
| 29/07/2010 | Bán kết   | Shamrock Rovers   | N     | 1 - 2       | Blackett                    |                   |
| 30/07/2010 | Chung kết | Hartlepool United | N     | 4 - 1       | Hussain, Cofie (2), Giverin |                   |

## Giao hữu trước mùa giải
| Thời gian  | Vòng đấu                 | Đối thủ               | H/N/A      | Tỷ số Bt-Bb | Cầu thủ ghi bàn                               | Số lượng khán giả |
| ---------- | ------------------------ | --------------------- | ---------- | ----------- | --------------------------------------------- | ----------------- |
| 12/07/2010 | Jack Crompton Trophy     | CURZON ASHTON         | A          | 4 - 0       | Eikrem 7, Morrison 28, Ajose 35, Brady 66     |                   |
| 17/07/2010 | Giao hữu                 | DUNFERMLINE           | A          | 5 - 1       | King 1, 16, Ajose 11, Possebon 35, W.Keane 85 |                   |
| 24/07/2010 | Darren Way Benefit Match | YEOVIL TOWN           | A          | 2 - 3       | Possebon 37, Brady 78                         |                   |
| 27/07/2010 | Giao hữu                 | OXFORD UNITED         | A          | 2 - 1       | Eikrem 45, Ajose 90                           |                   |
| 31/07/2010 | Alan Main Testimonial    | ST JOHNSTONE          | A          | 3 - 2       | Norwood 9, King 26, Ajose 88                  |                   |
| 03/08/2010 | Giao hữu                 | ALTRINCHAM            | A          | 2 - 0       | Brady 30, Dudgeon 75                          |                   |
| 08/08/2010 | Giao hữu                 | CHELSEA               | A          | 1 - 4       | Welbeck 8                                     |                   |
| 14/08/2010 | Giao hữu (U18)           | Tottenham Hotspur U18 | Carrington | 1 - 3       | Cofie 39                                      |                   |
| 15/08/2010 | Giao hữu                 | SHAMROCK ROVERS       | A          | 3 - 0       | Cleverley 60 (pen), Vermijl 64, 75            |                   |
| 19/08/2010 | Platinum One Challenge   | ARSENAL               | A          | 1 - 2       | Macheda 71                                    |                   |